# Kultur- und Kongresszentrum Luzern
Das Kultur- und Kongresszentrum Luzern (KKL) ist ein multifunktionaler Bau in der Stadt Luzern. Das 1998 eröffnete KKL wurde nach Plänen des Architekten Jean Nouvel erbaut und ersetzte einen Vorgängerbau, das Kunst- und Kongresshaus Luzern von Armin Meili. Der Konzertsaal, der für seine Akustik geschätzt wird, ist das Herzstück des Zentrums. Weiter befinden sich das Kunstmuseum Luzern, der multifunktionale «Luzerner Saal», diverse Gastronomiebetriebe sowie verschiedene Kongress- und Meetingräume im KKL.

## Architektur

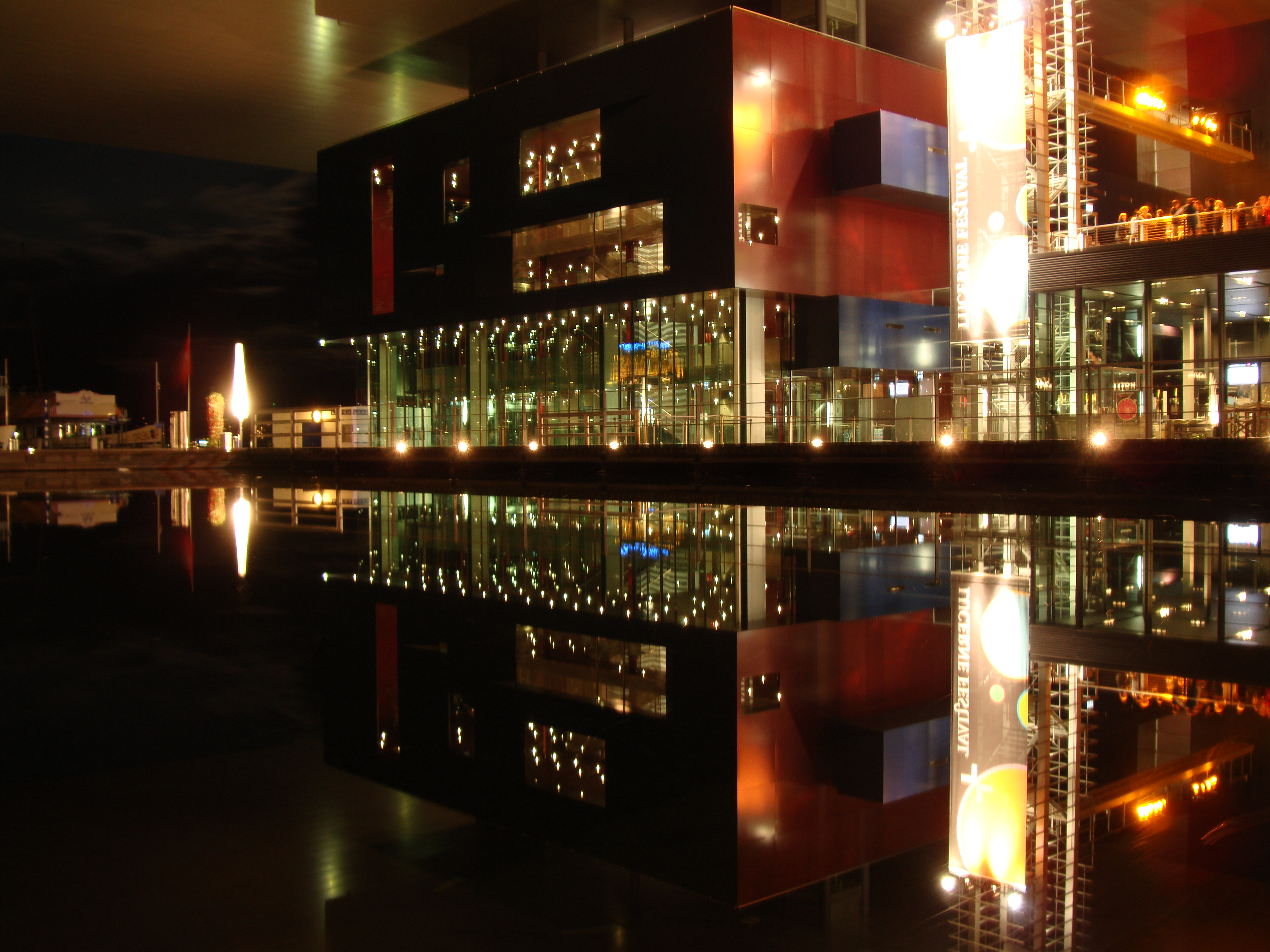
Eingangsbereich des Konzertsaal-Trakts

Ursprünglich plante Jean Nouvel, den neuen Konzertsaal in Schiffsform direkt in den Vierwaldstättersee zu bauen. Aus städtebaulichen und ökologischen Gründen konnte diese Idee nicht realisiert werden. Nouvel überarbeitete das Projekt und kam zu folgender Lösung: Wenn ich nicht zum Wasser gehen kann, soll das Wasser zu mir kommen. Mit dem Begriff Inclusion beschreibt Nouvel seine Idee, das Äussere nach innen und das Innere nach aussen zu tragen. Mit Wasserkanälen, die direkt ins Gebäude hinein führen, und einem Dach, das bis über den See hinaus reicht, gab er seiner Idee der Inclusion eine konkrete Form.
Durch die zwei Wasserkanäle entstanden drei eigenständige Gebäudeteile: Konzertsaal-Trakt, Luzerner Saaltrakt sowie Kongress- und Museumstrakt. Die drei Gebäude reihen sich wie Schiffe in der Werft aneinander und unterscheiden sich durch ihre eigenständige Identität. In der Architektur des KKL drückt sich zugleich auch die Philosophie des Hauses aus: Unter dem einen grossen Dach finden verschiedenste Anlässe statt, und zwar nicht nur einzeln für sich, sondern – bei durchlässigen Grenzen – auch miteinander. Diese Events umfassen die Bereiche Kultur, Kongresse und Gastronomie.

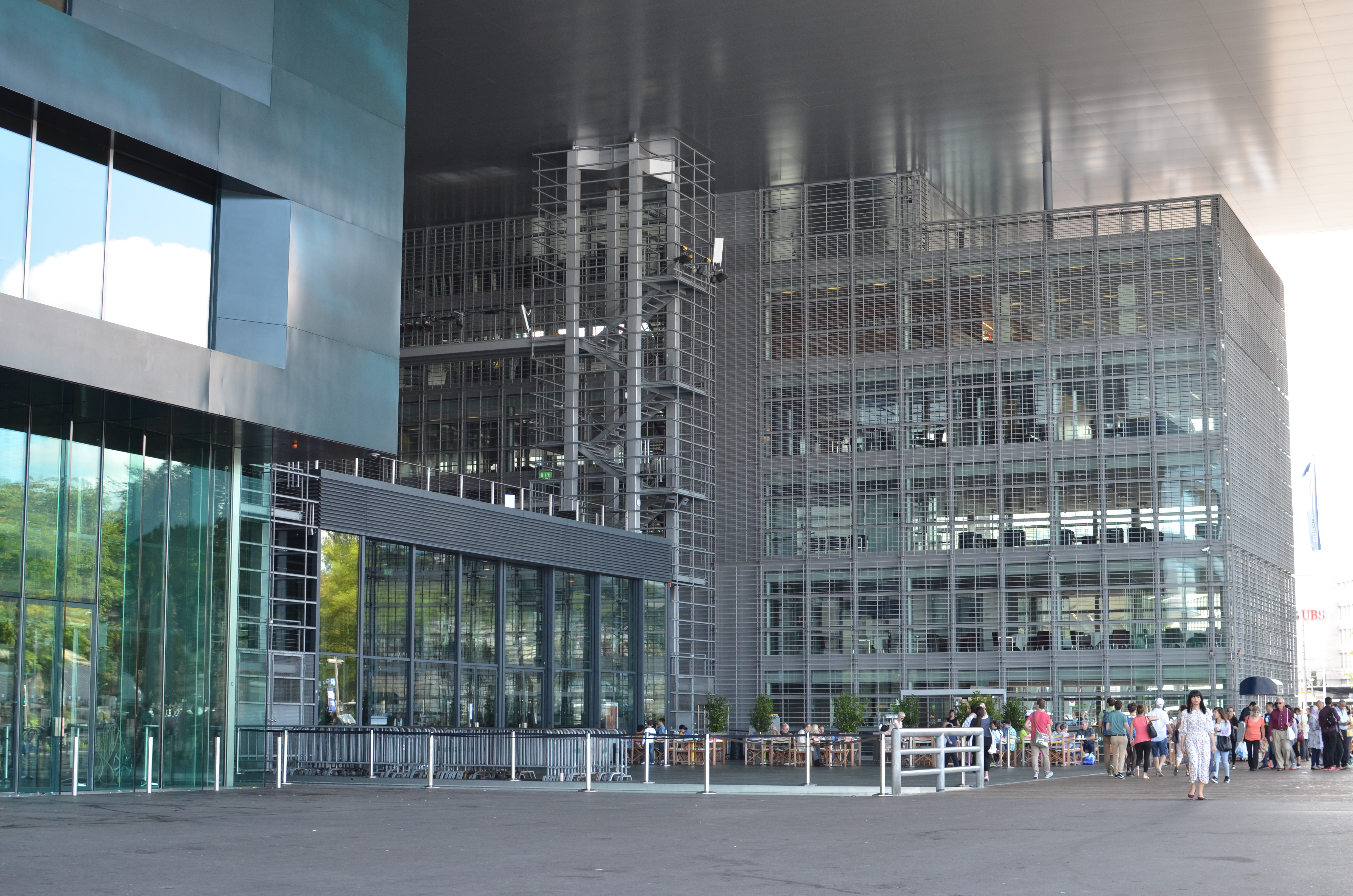
Links der Konzertsaal-Trakt, rechts der Kongress- und Museumstrakt (von Osten)
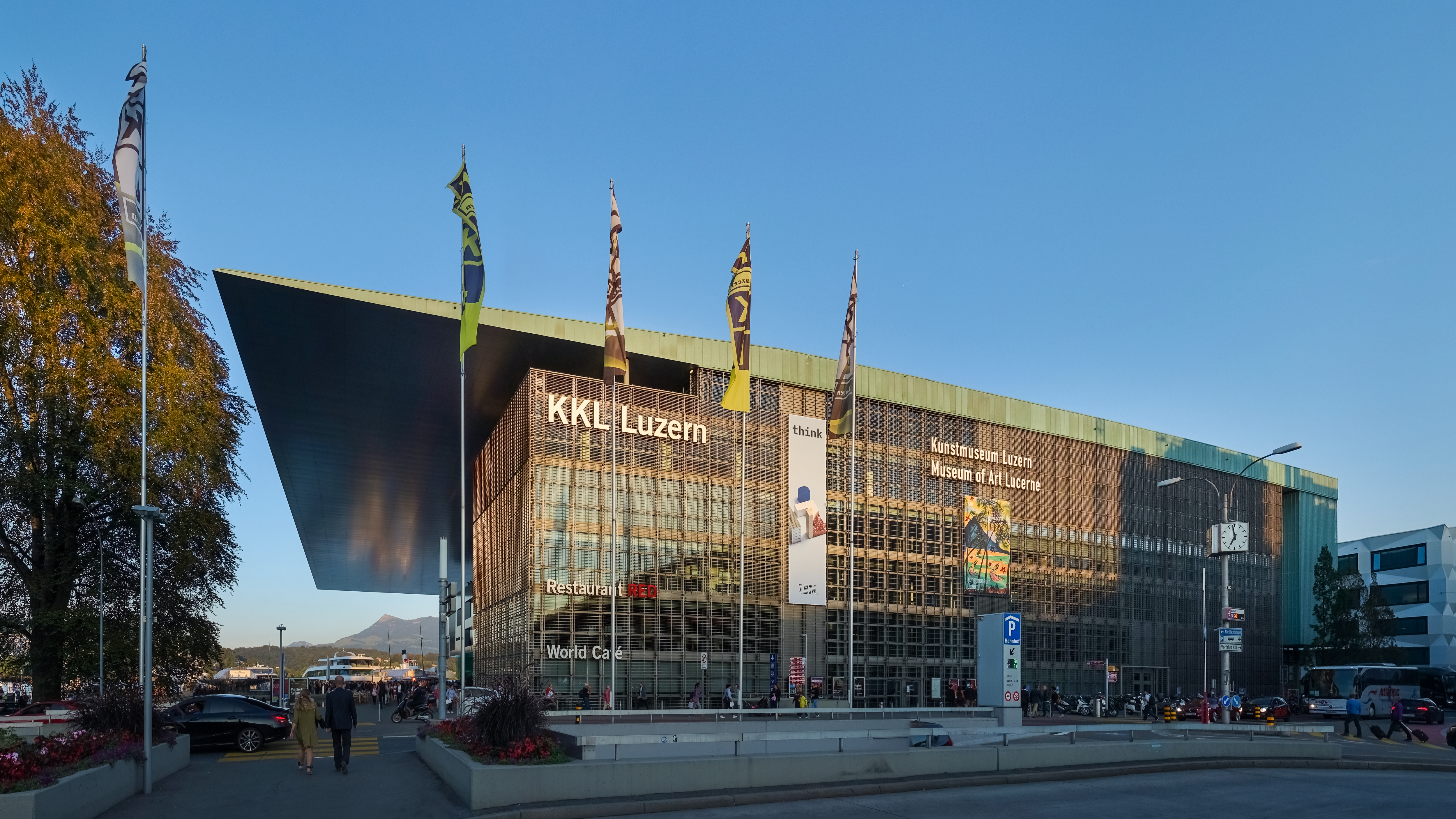
Kongress- und Museumstrakt von Westen. Im 4. Stock ist das Kunstmuseum Luzern untergebracht.
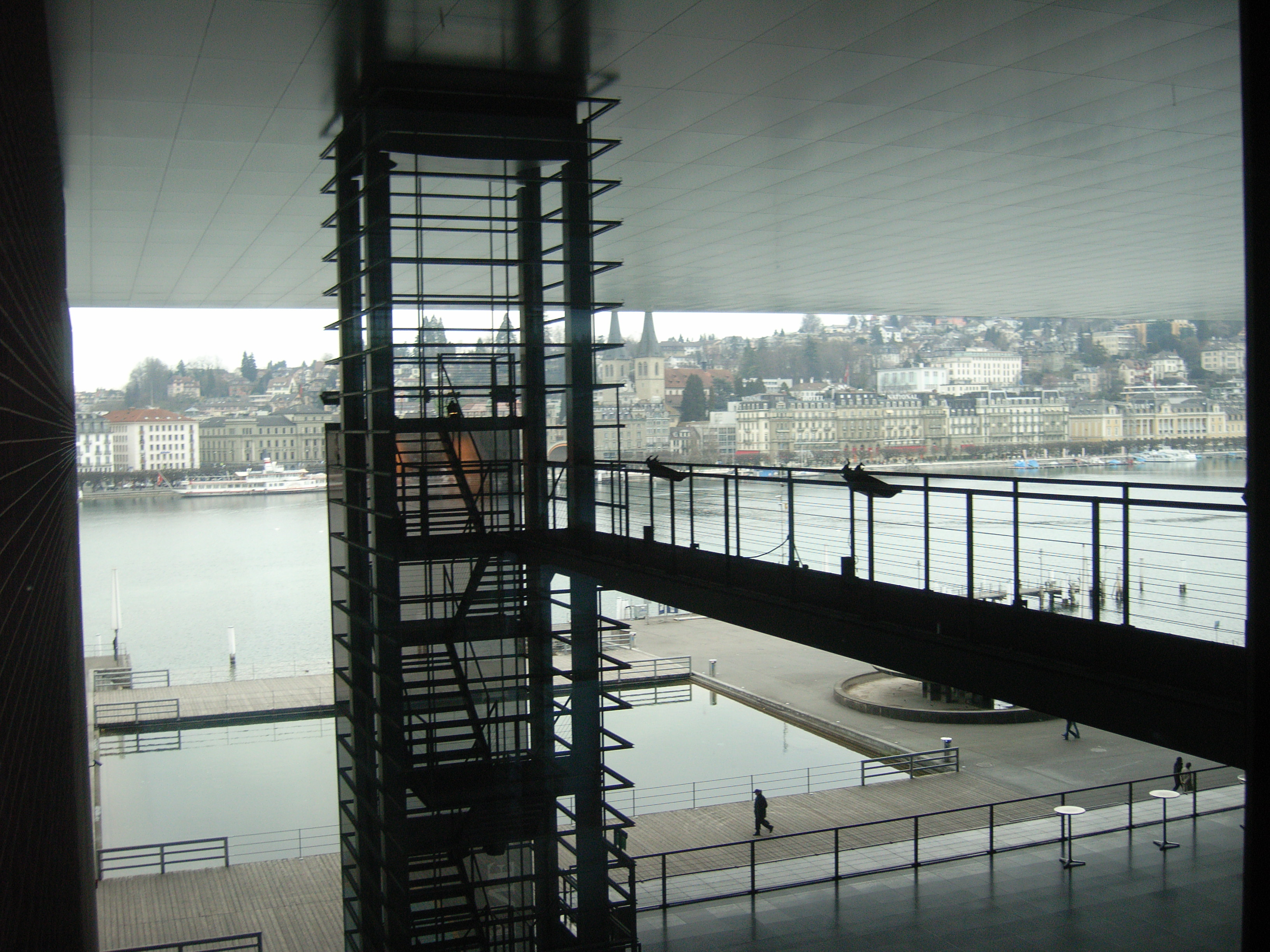
Blick auf den See, Schweizerhof- und Nationalquai

## Konzertsaal
Der vom Akustiker Russell Johnson in Zusammenarbeit mit Jean Nouvel geschaffene Konzertsaal gilt als einer der besten Säle für klassische Konzerte. Der Klangkörper in Form eines Schiffsrumpfs verfügt unter anderem über elektrisch verstellbare Klang-/Echokammern und besonders gestaltete Gipsreliefs (siehe Bild im Abschnitt «Orgel»). Diese variable Gestaltung ermöglicht eine Abstimmung auf die unterschiedlichen Anforderungen der gespielten Musik. Die Isolation des Klangkörpers ist besonders aufwändig gestaltet, beispielsweise wurden die Eingänge als Schleusen konzipiert.
Eine optimale Akustik wird durch das Verhältnis von Raumhöhe, Breite und Länge im Verhältnis von 1:1:2 (22:22:46 Meter) erreicht, das sogenannte Schuhschachtel-Prinzip. Das Saalvolumen von 19'000 m3 gibt dem Klang genug Raum und erzeugt dadurch einen runden, weichen Nachhall. Ein zusätzliches akustisches Element sind die rund 24'000 quadratischen Gips-Reliefs mit einer Kantenlänge von 20 Zentimetern, welche die Schallreflexion aufbrechen, multiplizieren und verteilen.

## Nutzung

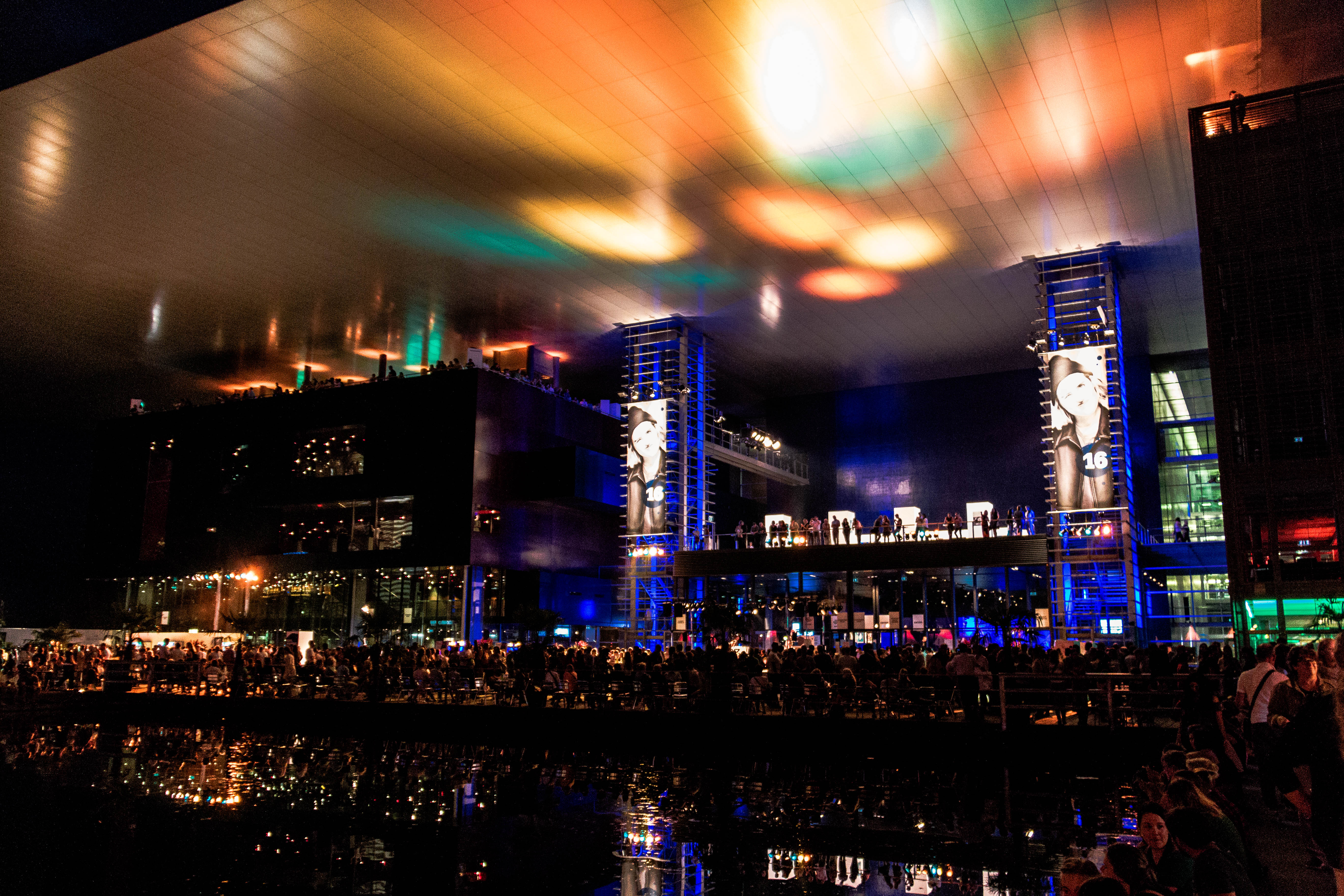
Blue Balls Festival 2016

Während mehrerer Wochen im Spätsommer ist das Haus für die klassischen Konzerte des Lucerne Festival reserviert, das ein Musikprogramm mit den besten Philharmonikern der Welt bietet. Neben den klassischen Konzerten wird traditionelle Volksmusik über Blasmusik bis hin zu Jazz und Blues geboten. Als weitere wichtige Festivals mit internationalem Charakter fand von 1999 bis 2019 das Blue Balls Festival (seit 2023 Luzern Live) im Sommer und das World Band Festival Luzern im Herbst statt. Daneben gehören das Luzerner Sinfonieorchester und die Konzertagentur Obrasso Concerts zu den grössten Kulturveranstaltern im KKL.
Das KKL Luzern beherbergt auch diverse gastronomische Einrichtungen. In den Meeting- und Kongressräume finden regelmässig Veranstaltungen, Tagungen, Seminare, Vorträge, Kongresse und Lesungen unterschiedlichster Grösse statt.

## Geschichte

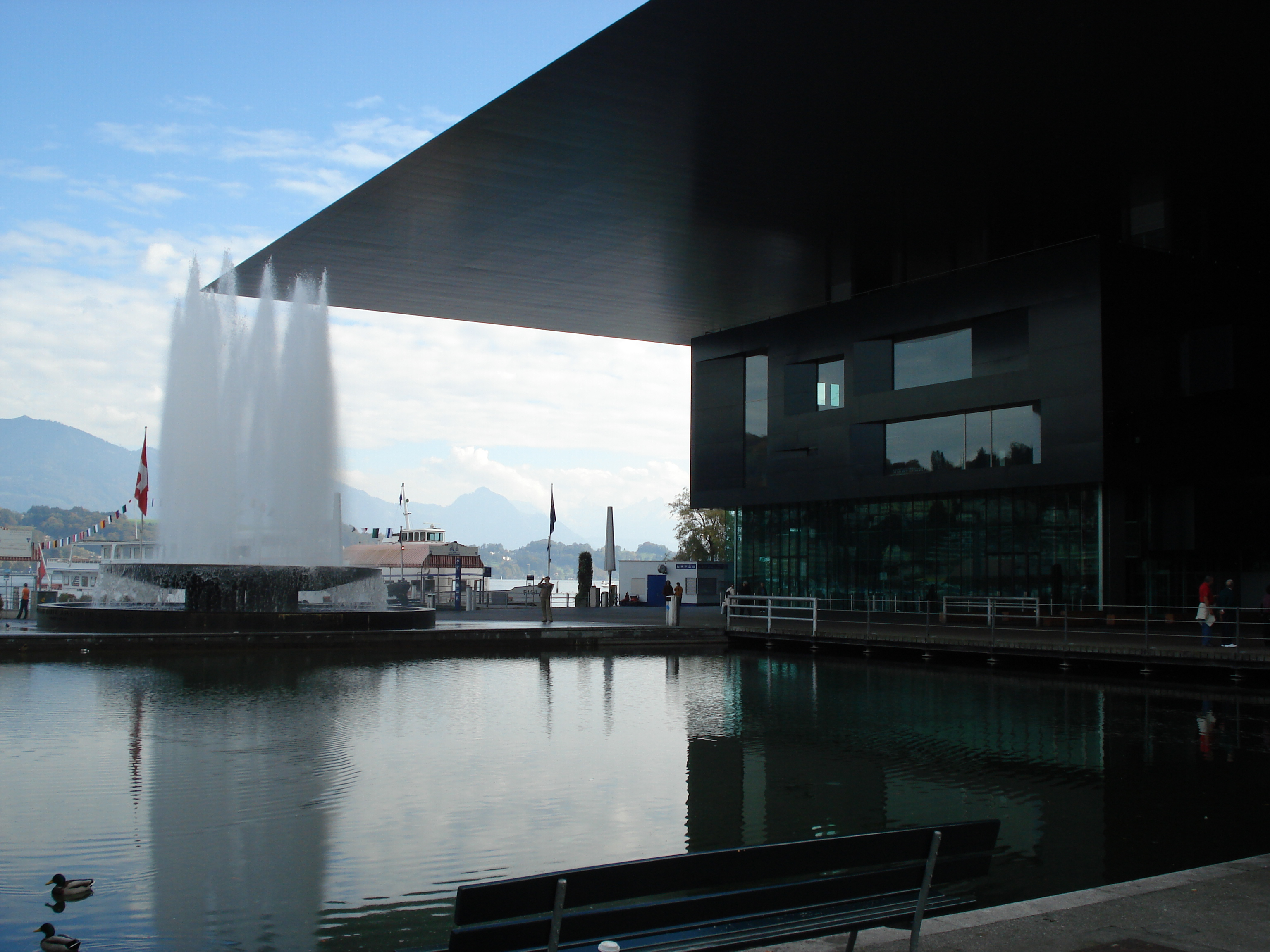
Der Wagenbachbrunnen auf dem Europaplatz ist neben der Landungsbrücke der einzige Überrest des alten Kultur- und Kongresszentrums von Armin Meili

Die Gründung der Stiftung Konzerthaus unter Präsident Walter von Moos erfolgte 1988. Alice Bucher, Verlegerin und Mäzenin, schenkte der Stadt Luzern 960'000 Franken für die Durchführung eines Architekturwettbewerbs.
1989 gewannen die Architekten Jean Nouvel und Emmanuel Cattani aus Paris den Wettbewerb für ein neues Konzerthaus in Luzern. Das alte Kultur- und Kongresszentrum von Architekt Armin Meili wurde 1991 nicht unter Denkmalschutz gestellt. Jean Nouvel legte 1992 das architektonische Konzept vor. Nach der Bewilligung durch Stadt und Kanton Luzern und eine Volksabstimmung in der Stadt Luzern erfolgte der Spatenstich im Januar 1995, die Einweihung im Jahr 2000. Das KKL kostete 2001 gemäss definitiver Bauabrechnung 226,5 Millionen Franken, 32,5 Millionen Franken mehr als geplant. Finanziert wurden die Baukosten gemeinsam durch die öffentliche Hand und private Investoren.
Hans-Peter Aebi wurde 2002 Verwaltungsratspräsident des KKL und Präsident der Trägerstiftung. Elisabeth Dalucas übernahm 2003 als CEO die operative Verantwortung für das KKL und wurde Geschäftsführerin der Trägerstiftung. Zeitgleich wurde die «Seebar» als Lounge wiedereröffnet. Mit 55,8 % der Stimmen hiessen die Stimmberechtigten der Stadt Luzern die strukturelle Entlastung und betriebliche Stabilisierung des KKL mit 18 Millionen Franken gut. 2004 wurden im Trakt A das World Café und das Restaurant RED eröffnet.
Pius Zängerle wurde 2010 Verwaltungsratspräsident des KKL und Präsident der Trägerstiftung. Hans E. Koch übernahm 2011 als CEO die operative Verantwortung für das KKL und wurde Geschäftsführer der Trägerstiftung. Über 17 Jahre nach seiner Eröffnung übertraf das KKL Luzern 2016 erstmals die Milliarden-Marke hinsichtlich Wertschöpfung. Pro Jahr generierte das KKL Luzern rund 75 Millionen Schweizer Franken Wertschöpfung für die Stadt und die Region Luzern, wie die HSG in einer Wertschöpfungsstudie von 2011 berechnete.
Philipp Keller übernahm per 1. April 2017 als CEO die operative Leitung der KKL Luzern Management AG.
Das KKL Luzern feierte 2018 das 20-jährige Jubiläum des Konzertsaals. Zum Jubiläum traten das Lucerne Festival Orchestra unter der Leitung des Dirigenten Riccardo Chailly erstmals mit dem Luzerner Sinfonieorchester mit Peter Oundjian gemeinsam am selben Konzertabend zugunsten des Lucerne Music Lab auf.
Markus Moll wurde 2019 vom Stiftungsrat des KKL Luzern zum neuen Präsidenten der Trägerstiftung Kultur- und Kongresszentrum am See gewählt. Er übernahm das Amt von Markus Thumiger. Felix Howald wurde 2019 von der Generalversammlung zum neuen Verwaltungsratspräsident der KKL Luzern Management AG gewählt. Er wurde der Nachfolger von Peter Mendler, welcher seit 2015 im Amt war.
Im Frühjahr 2020 wurden das Restaurant RED, das World Café und die Crystal Lounge mit neuen Konzepten eröffnet. Die neu gestalteten Restaurants heissen nun Lucide und Le Piaf und die Crystal Lounge wurde umfunktioniert in einen multifunktionalen Eventraum, das Deuxième.
Am 16. und 17. September 2023 feierte das KKL sein 25-jähriges Bestehen. Das Ziel war es, das KKL während zwei Tagen für die Bevölkerung zu öffnen und für alle zugänglich zu machen. Zum Geburtstag des Hauses erschien auch Jean Nouvel, der Architekt des Gebäudes.
Am 7. Dezember 2024 wurde im KKL der Europäische Filmpreis verliehen.

## Luzerner Sinfonieorchester
Das Luzerner Sinfonieorchester ist das Residenzorchester des KKL. Es wurde im Jahr 1805 gegründet. Weiter fungiert das Luzerner Sinfonieorchester als Opernorchester des Luzerner Theaters. Seit der Saison 2021 steht das Orchester unter der Leitung von Chefdirigent Michael Sanderling. Das Luzerner Sinfonieorchester war in den letzten Jahren zu Gast in namhaften Konzerthallen wie dem Grossen Festspielhaus in Salzburg, dem Concertgebouw in Amsterdam, der Schostakowitsch-Philharmonie in St. Petersburg oder dem Théâtre des Champs-Élysées in Paris. Seit 2008 führt das Orchester zudem eine Musikvermittlungsstelle, die einen besonderen Fokus auf die direkte Begegnung von Musikern mit ihrem Publikum und die generationenübergreifende Arbeit legt.

## Orgel

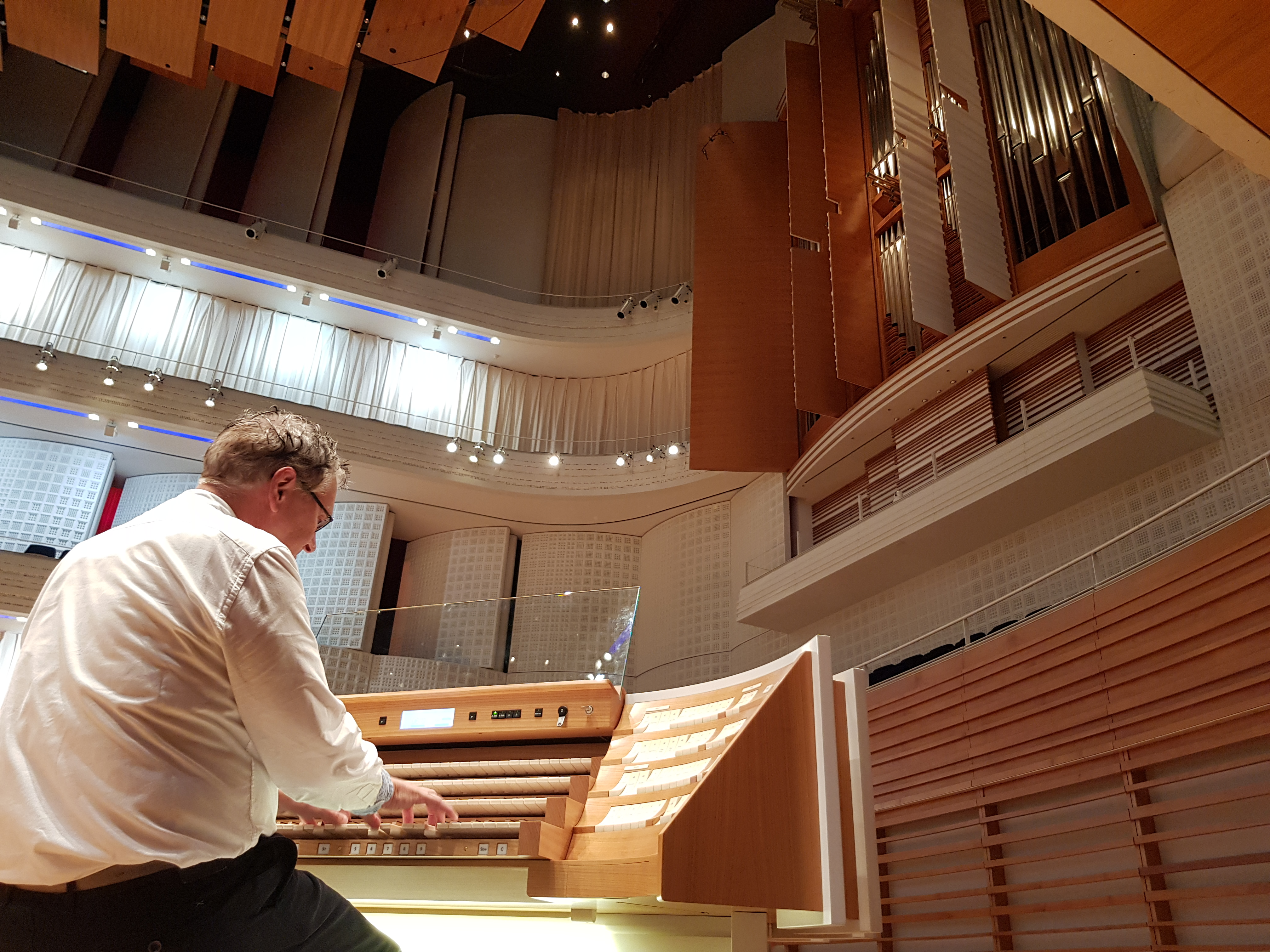
Der Organist Markus Kühnis an der Goll-Orgel des Konzertsaals

Die Orgel im grossen Saal wurde im Jahr 2000 von der Orgelbaufirma Goll AG (Luzern) erbaut. Das Schleifladen-Instrument hat 66 Register auf vier Manualen und Pedal. Die Spieltrakturen sind mechanisch, die Registertrakturen mechanisch und elektrisch.
| I Hauptwerk C–a3 |       |
| Principal        | 16′   |
| Gedackt          | 16′   |
| Principal        | 08′   |
| Gedackt          | 08′   |
| Hohlflöte        | 08′   |
| Gamba            | 08′   |
| Octave           | 04′   |
| Flöte            | 04′   |
| Quinte           | 2 ⁄3′ |
| Octave           | 02′   |
| Mixtur major     | 02′   |
| Mixtur minor     | 1 ⁄3′ |
| Cornet V (ab c1) | 08′   |
| Bombarde         | 16′   |
| Trompete         | 08′   |
| Clairon          | 04′   |

| III Schwellwerk C–a3 |        |
| Gedackt              | 16′    |
| Diapason             | 08′    |
| Flûte harmonique     | 08′    |
| Nachthorn            | 08′    |
| Gamba                | 08′    |
| Voix céleste         | 08′    |
| Octave               | 04′    |
| Dolce                | 04′    |
| Flûte octaviante     | 04′    |
| Nasard               | 2 ⁄3′  |
| Octavin              | 02′    |
| Terz                 | 1 3⁄5′ |
| Plein Jeu            | 02′    |
| Bombarde             | 16′    |
| Trompette harmonique | 08′    |
| Oboe                 | 08′    |
| Vox humana           | 08′    |
| Clairon              | 04′    |
| Tremulant            |        |

| II Schwellpositiv C–a3 |        |
| Quintatön              | 16′    |
| Principal              | 08′    |
| Koppelflöte            | 08′    |
| Salicional             | 08′    |
| Octave                 | 04′    |
| Rohrflöte              | 04′    |
| Nasard                 | 2 ⁄3′  |
| Quarte de Nasard       | 02′    |
| Terz                   | 1 3⁄5′ |
| Larigot                | 1 ⁄3′  |
| Piccolo                | 01′    |
| Zimbel                 | 01′    |
| Fagott                 | 16′    |
| Trompete               | 08′    |
| Cromorne               | 08′    |
| Tremulant              |        |

| IV Solo C–a3 |     |
| Chamade      | 16′ |
| Chamade      | 08′ |

| Pedal C–g1    |       |
| Untersatz     | 32′   |
| Principalbass | 16′   |
| Violonbass    | 16′   |
| Subbass       | 16′   |
| Octavbass     | 08′   |
| Violon        | 08′   |
| Gedackt       | 08′   |
| Octave        | 04′   |
| Flöte         | 04′   |
| Hintersatz    | 2 ⁄3′ |
| Contraposaune | 32′   |
| Posaune       | 16′   |
| Fagott        | 16′   |
| Trompete      | 08′   |
| Clairon       | 04′   |

- Koppeln: II/I, III/I, III/II, IV/I, I/P, II/P, III/P, IV/P

### Architekturkritik/Diskussion
- Peter Neitzke: Messer, Klingen, Fallbeile. Revisited: An Jean Nouvels vor fünf Jahren eröffnetem Kultur- und Kongresszentrum in Luzern beeindruckte vor allem das Dach. In: Frankfurter Rundschau, 15. Oktober 2003.
- Multiplikatoreneffekte in Luzern. Roland Scherer im Gespräch mit Jörg Seifert. In: Raimund Blödt, Frid Bühler, Faruk Murat, Jörg Seifert: Beyond Metropolis. Eine Auseinandersetzung mit der verstädterten Landschaft. Niggli Verlag, Sulgen/Zürich 2006, ISBN 3-7212-0583-9.
- Roman Hollenstein: Architektur als Mutter aller Künste. Gesamteröffnung des Kunst- und Kongresszentrums Luzern. Neue Zürcher Zeitung, 25. März 2000 (PDF-Datei),
- Thomas Delekat: Türenschlagen für den Musik-Genuß. Diktat der Akustiker, Triumph der Akustiker: Jean Nouvels und Russell Johnsons neuer Konzertsaal der Musikfestspiele Luzern. In: Die Welt, 21. August 1998.
- Thomas Stadelmann: KKL Luzern, eine Bildlegende. In: werk, bauen + wohnen. Nr. 9/1998, S. 30–32.